# Puig de Can Llavanera
El Puig de Can Llavanera és una muntanya de 314 metres que es troba al municipi de Madremanya, a la comarca catalana del Gironès.
|localitzacio = Madremanya (Gironès)